# Гадяцький Леонід Миколайович
Гадяцький Леонід Миколайович — український політик.
Народився 11 лютого 1961 (село Чернеччина, Магдалинівський район, Дніпропетровська область); одружений; має двох синів.

## Освіта
Київський університет права, юрист.

## Трудова діяльність
- 1978–1980 — учень токаря, токар Південного машинобудівного заводу, місто Дніпропетровськ.
- 1980–1982 — служба в армії.
- 1982–1998 — токар, водій на підприємствах міста Дніпропетровська.
- 1998–1999 — директор ТОВ «Приватпромсервіс».

Депутат Дніпропетровської облради (2006–2010), голова постійної комісії з питань агропромислового комплексу, землекористування та соціального розвитку села.

## Парламентська діяльність
Народний депутат України 3-го скликання 02.1999-04.2002 від партії Всеукраїнське об'єднання «Громада», № 25 в списку. На час виборів: директор ТОВ «Приватпромсервіс» (місто Дніпропетровськ), член партії Всеукраїнське об'єднання «Громада». 
Член фракції «Громада» (02.1999-02.2000), член групи «Трудова Україна» (з 05.2000); член Комітету з питань молодіжної політики, фізичної культури і спорту (з 04.1999).
Народний депутат України 4-го скликання 04.2002-04.2006 від СПУ, № 13 в списку. На час виборів: народний депутат України, безпартійний. Член фракції СПУ (15.-21.05.2002). 
Член фракції «Єдина Україна» (05.-06.2002), член фракції партій ППУ та «Трудова Україна» (06.2002-04.2004), член фракції політ. партії «Трудова Україна» (04.-12.2004), позафракційний (12.2004-03.2005), член фракції СПУ (з 03.2005). 
Голова підкомітету з питань туризму Ком-ту з питань молодіжної політики, фізичної культури, спорту і туризму (з 06.2002). Голосував за згоду на призначення Віктора Януковича прем'єр-міністром України 21 листопада 2002 року.